# Flock!
Pour les articles homonymes, voir Flock (homonymie).
Flock! est un jeu vidéo de puzzle développé par Proper Games et édité par Capcom, sorti en 2009 sur Windows, PlayStation 3 et Xbox 360.

## Système de jeu
Le joueur contrôle une soucoupe volante qui doit guider des groupes d'animaux de la ferme (moutons, vaches, poules et cochons) jusqu'à son vaisseau-mère.

## Accueil
- Gamekult : 5/10[1]
- Jeuxvideo.com : 11/20[2]